# Kommunikation og Digitale Medier
Kommunikation og Digitale Medier er en bacheloruddannelse på Aalborg Universitet, der handler om menneskers kommunikation og deres forhold til brugen af medier og teknologier .
Kandidatuddannelsen giver den akademiske titel cand.mag. eller cand.comm. afhængigt af uddannelsessted.

## Om uddannelsen
Bacheloruddannelsen i kommunikation og digitale medier har tre specialiseringer; henholdsvis kommunikation, informationsvidenskab og interaktive digitale medier.  Kommunikation og Digitale Medier/Humanistisk Informatik kaldes også Medieformidlet Kommunikation.  På uddannelsen i kommunikation og digitale medier er det centrale hvordan man forstår menneskers tegn og symbolbrug samt menneskers brug af informationsteknologi, kommunikationsteknologi og forskellige medier generelt. Der er desuden på uddannelsen et fokus på den sproglige og kommunikative adfærd hos mennesker og hvordan de interagerer i forskellige sociale, organisatoriske og kulturelle sammenhænge. På uddannelsen i kommunikation og digitale medier får man ligeledes indblik i hvordan teoretisk og praktisk viden kan benyttes til at forme og udvikle kommunikation, information og teknologi i forhold til menneskers natur, behov og adfærd.

## Kritik af uddannelsens faglige niveau
Uddannelsen hed tidligere Humanistisk Informatik, men skiftede navn i 2015, da uddannelsen modtog kritik for manglende faglighed og fordi Akkrediteringsrådet, midlertidigt nedlagde uddannelsen .Kritikken blev blandt andet offentlig kendt da sociologen Henrik Dahl udtalte sig i medierne, da han selv havde været censor ved en eksamen i Humanistisk informatik. 
i 2013 udtalte flere censorer følgende om uddannelsen Humanistisk informatik i Berlingske Tidende: 
" de færdiguddannede kandidater har ikke de kompetencer, de efter fem års studier bør have, mener uddannelsens censorer. (...) I løbet af de seneste knap tre måneder har 25 studerende fra studiet forsvaret deres speciale. Fem af dem har fået karakteren 00."
I Politiken blev der skrevet og citeret følgende fra censorkorpset om Humanistisk Informatik/Kommunikation:
" Kritikken fra censorkorpset i forhold til humanistisk informatik er ud over det sædvanlige, og det er vigtigt, at kritikken tages alvorligt«, skrev censorerne i en ekstraordinær redegørelse om det lave faglige niveau på studiet i august."
I avisen Information blev (feb., 2015) følgende skrevet om Humanistisk Informatik i forbindelse med afgørelsen af uddannelsens fremtid: " 
I slutningen af november får rektor på Aalborg Universitet (AAU) Per Michael Johansen telefonisk besked om, at Akkrediteringsrådet ville lukke bacheloruddannelserne i Humanistisk Informatik på grund af problemer med kvaliteten. (..) Desuden har censorindberetninger på uddannelsen kritiseret uddannelsen for ikke at være god nok. "
I en anden artikel i Politiken blev følgende skrevet om Humanistisk Informatik:
" (...) hvor det også blev beskrevet, at flere censorer har ladet specialestuderende bestå til eksamen, selv om de måske reelt ikke burde. Censorerne har holdt hånden over de studerende, fordi de »finder, at det er et systemsvigt, at en studerende kan komme helt frem til specialet uden at have opnået noget, der ligner et fagligt niveau"
En af de mulige forklaringer på det lave faglige niveau på Humanistisk Informatik, kan være at alle der søger ind på uddannelsen optages og at antallet af optagne på uddannelsen er steget med 36 % siden 2007. Der er således ingen adgangskvotient/karaktergennemsnit på optagelse til uddannelsen.
Kommunikation og digitale medier er en betegnelse for et fællesfagligt grundforløb i en uddannelse i Kommunikation fra AAU. 
I 2015 fik uddannelsen en betinget positiv akkreditering efter at have rettet op på en række kvalitetsproblemer. I forbindelse med en betinget akkreditering i 2015, blev det dog understreget at `Rådet konstaterer, at uddannelserne fortsat har meget omfattende kvalitetsproblemer'. I 2017 fik uddannelsen igen en fuldstændig positiv akkreditering af Akkrediteringsrådet sammen med en række andre uddannelser i Danmark. Til den positive akkreditering i 2017, blev det blandt andet sagt at uddannelsen i dag har kvalitet til et `tilstrækkeligt niveau,” .

## Eksterne link
INSTITUT FOR KOMMUNIKATION